# Dieta de Worms

Lutero na Dieta de Worms.

A Dieta de Worms (em alemão:  Reichstag zu Worms), de 1521, foi uma dieta imperial (uma assembleia) do Sacro Império Romano Germânico realizada em Worms, que na época era uma cidade livre do império. Este tipo de assembleia era um órgão deliberativo formal e suas decisões valiam para todo o império. Seu resultado mais importante e memorável foi o Édito de Worms (em alemão:  Wormser Edikt), que endereçou especificamente as ideias de Martinho Lutero e os efeitos da Reforma Protestante.
A dieta se reuniu de 28 de janeiro até 26 de maio de 1521 sob a presidência do imperador Carlos V.
Outras dietas imperiais foram realizadas em Worms nos anos de 829, 926, 1076, 1122, 1495 e 1545, mas, exceto quando claramente indicado, o termo "Dieta de Worms" geralmente é uma referência a esta assembleia de 1521.

## Contexto
Em junho do ano anterior, 1520, o papa Leão X publicou a bula "Exsurge Domine" ("Erguei-vos, Senhor") expondo quarenta e um supostos erros encontrados nas 95 teses de Martinho Lutero e em outras obras relacionadas ao tema ou escritas por ele. Para a assembleia em 1521, o próprio Lutero foi convocado pelo imperador e, para que pudesse comparecer, o príncipe Frederico III, Eleitor da Saxônia, concedeu-lhe um salvo-conduto. Esta garantia era essencial, especialmente por causa do tratamento dispensado ao reformista Jan Hus, que foi julgado e condenado no Concílio de Constança, em 1415, apesar de ter recebido uma promessa de salvo-conduto da Igreja Católica.
O imperador Carlos V deu início aos trabalhos da Dieta de Worms em 23 de janeiro de 1521. Esperava-se de Lutero que ele abjurasse ou reafirmasse suas ideias. Quando ele apareceu diante da assembleia, em 16 de abril, Johann Eck,um assistente de Richard von Greiffenklau zu Vollrads, príncipe-arcebispo de Tréveris, atuou como porta-voz do imperador.

## Martinho Lutero

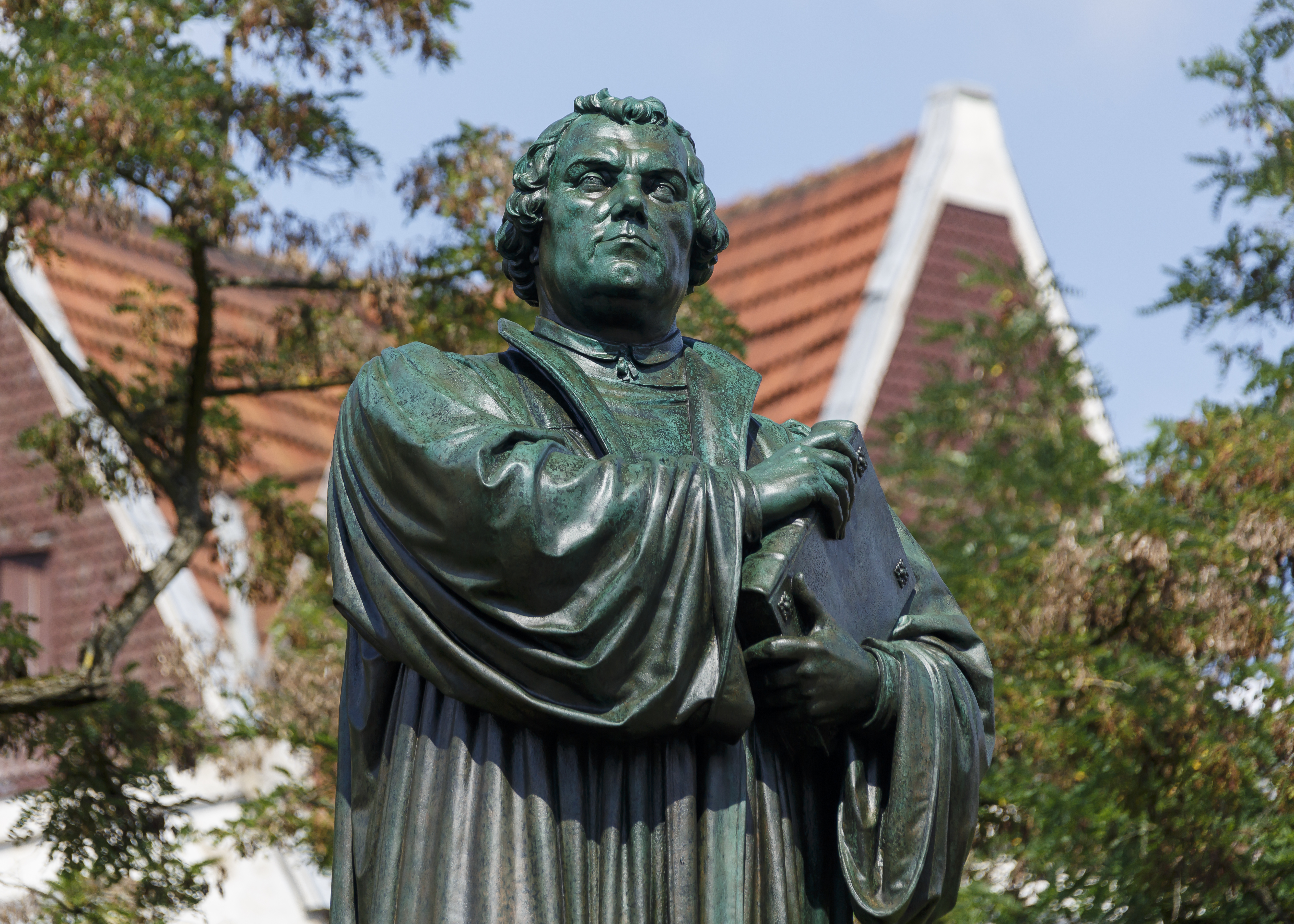
Estátua de Martinho Lutero em Eisenach.

Os principais eventos relativos a Lutero na Dieta Worms ocorreram entre 16 e 18 de abril de 1521. Ao chegar, no dia 16, Lutero foi convocado a aparecer diante da assembleia no dia seguinte às 16h. Jeromee Schurff, um professor de direito canônico da Universidade de Wittenberg, seria o seu advogado.
No dia 17, dois oficiais imperiais, Ulrich von Pappenheim e Caspar Sturm, foram buscar Lutero. Pappenheim lembrou a Lutero que ele só deveria falar para responder aos questionamentos do oficial que presidia a sessão, Johann Eck. Ao chegar, Eck perguntou-lhe se a coleção de livros apresentada era obra de Lutero e se ele estava pronto para renunciar às suas heresias. Schurff, o advogado de Lutero, pediu que os títulos das obras fossem lidos. Era vinte e cinco livros e entre elas provavelmente estavam "95 Teses", "Resoluções Sobre as 95 Teses", "Sobre o Papado de Roma", "Discurso à Nobreza Cristã", "O Cativeiro Babilônico da Igreja" e "Sobre a Liberdade de um Cristão". Logo em seguida, Lutero foi novamente instado a responder. Ele pediu mais tempo para formular uma resposta apropriada e recebeu ordem de comparecer novamente no dia seguinte no mesmo horário.
Em 18 de abril, Lutero, depois de ter orado por um longo tempo e se consultado com amigos e mediadores, apresentou-se novamente na Dieta. Quando o oficial refez as perguntas, Lutero primeiro se desculpou por desconhecer a etiqueta apropriada para a corte. E em seguida respondeu: "São todos meus, mas, no caso da segunda questão, não são todos do mesmo tipo". Ele prosseguiu dividindo suas obras em três categorias:
1. Obras que foram bem recebidas até pelos seus inimigos: estas ele não rejeitaria;
2. Obras que atacavam os abusos, mentiras e infâmias do mundo cristão e do papado: estas, segundo ele, não poderiam ser rejeitadas sem que isto fosse visto como um encorajamento a estes mesmos abusos. Rejeitá-las abriria as portas para ainda mais opressão.[3] "Se eu agora renegá-las então estaria fazendo nada além de reforçar a tirania";[3]
3. Obras que atacavam indivíduos: ele se desculpou pelo tom duro destas obras, mas não rejeitou a substância do que propôs nelas. E afirmou que se lhe fosse mostrado com base nas Escrituras que ele havia incorrido em erro ele as renegaria.

Lutero terminou sua resposta afirmandoː
| “ | A não ser que eu esteja convencido pelo testemunho das Escrituras ou pela razão clara (pois não confio nem no papa ou em concílios por si sós, pois é bem sabido que eles frequentemente erraram e se contradisseram) sou obrigado pelas Escrituras que citei e minha consciência é prisioneira da palavra de Deus. Não posso e não irei renegar nada, pois não é nem seguro e nem correto agir contra a consciência. Que Deus me ajude. Amém. | ” |

Segundo a tradição, Lutero teria declarado "Aqui estou e não posso ser diferente" antes de concluir com um "Que Deus me ajude". Porém, não há indicação nem nos transcritos da Dieta e nem nos relatos de testemunhas oculares de que ele tenha dito isto e, por isto, muitos estudiosos modernos duvidam que ele tenha dito essas palavras.
A resposta de Eck deixou claro para Lutero que ele estava agindo como um heregeː
| “ | Martinho, não há nenhuma das heresias em particular que tenha despedaçado o seio da igreja, que não seja derivada em sua origem das várias interpretações das Escrituras. A própria Bíblia é o arsenal no qual cada inovador se baseou para seus argumentos enganadores. Foi com textos bíblicos que Pelágio e Ário defenderam suas doutrinas. Ário, por exemplo, encontrou a negação da eternidade do Verbo — uma eternidade que você admite — neste versículo do Novo Testamento: «José não conheceu sua esposa até que ela deu à luz seu filho, o primogênito» [Mateus 1:25]; e ele disse, assim como você diz, que esta passagem o aprisionou. Quando os padres do concílio de Constança condenaram esta proposição de Jan Hus — «A igreja de Jesus Cristo é apenas a comunidade dos eleitos» — eles condenaram um erro, pois a igreja, como uma boa mãe, engloba em seus braços todos os que são chamados cristãos, todos os que foram chamados a gozar da beatitude celeste. | ” |

Diversas conferências privadas foram realizadas para determinar o destino de Lutero, mas, antes que uma decisão fosse tomada, ele fugiu.

## Édito de Worms

Carlos V, o imperador do Sacro Império Romano Germânico que outorgou o Édito de Worms.
1548. Por Ticiano, atualmente no Museu do Prado, em Madrid.

O Édito de Worms, escrito com a ajuda do núncio papal na dieta, Girolamo Aleandro, foi o decreto outorgado em 26 de maio de 1521 pelo imperador Carlos V que declarou criminosos todos os que "seja por atos ou palavras, defendessem, sustentasse ou favorecessem o que foi dito por Martinho Lutero". O édito determinou ainda que Lutero fosse preso e levado até o imperador para ser punido como herege e estipulou uma generosa recompensa aos que ajudassem neste intento.
Esta decisão foi ápice do conflito crescente entre Martinho Lutero e a Igreja Católica sobre as reformas propostas por ele. No campo da teologia, Lutero havia desafiado a autoridade absoluta do papa sobre a igreja ao defender que a doutrina das indulgências era errônea. Lutero defendia também que a salvação se dava apenas pela fé ("sola fide"), sem referência às boas ações, esmolas, penitências ou aos sacramentos. Estes eram, segundo Lutero, "meios da graça", o que significa que eles concediam a graça a quem os realizasse, mas que o crédito todo pela ação era de Deus e não do indivíduo. Finalmente, Lutero também desafiou a autoridade da igreja ao defender que todas as doutrinas e dogmas sem base nas Escrituras deveriam ser descartados ("sola scriptura").
Para proteger a autoridade do papa e da Igreja Católica e também para a manter a prática do recebimento de doações em troca de indulgências, os oficiais eclesiásticos presentes na dieta convenceram Carlos V que Lutero era uma ameaça e o persuadiram a autorizar que ele fosse condenado pelo Sacro Império Romano Germânico.

## Eventos posteriores
Apesar de ter recebido promessas de que poderia voltar para casa em segurança, Lutero sabia que seria preso e punido. Para protegê-lo deste destino, o príncipe Frederico o capturou durante sua viagem de volta a Wittenberg e o escondeu no Castelo de Wartburg. Foi neste período que Lutero começou sua famosa tradução da Bíblia para o alemão. O poderoso testemunho de fé de Lutero diante da assembleia em Worms impressionou Jorge, Margrave de Brandenburgo-Ansbach, que se converteu para a nova fé antes de qualquer outro príncipe alemão e de qualquer outro membro da Casa de Hohenzollern. Além disto, Lutero passou a se corresponder com ele para discutir os mais prementes problemas da fé.
O Édito de Worms foi temporariamente suspenso na Dieta de Speyer (1526), mas foi reinstalado na Dieta de Speyer (1529).
Quando Lutero finalmente saiu de sua reclusão em Wartburg, o imperador, distraído por outros assuntos políticos, não pressionou para que ele fosse preso. No fim, por conta do crescente apoio a Lutero entre os alemães e da proteção de alguns príncipes imperiais, o Édito de Worms jamais foi aplicado na Alemanha. Porém, nos Países Baixos (uma região que abrangia os modernos estados da Bélgica, Holanda e Luxemburgo), o Édito foi inicialmente aplicado contra os mais ativos defensores de Lutero. Isto se deu porque a região estava sob o comando direto do imperador Carlos V e de seu regente, Margarida da Áustria, Duquesa de Saboia (tia de Carlos). Em dezembro de 1521, Jacob Probst, prior do mosteiro agostiniano em Antuérpia, foi o primeiro clérigo defensor de Lutero a ser preso e processado sob os termos do Édito de Worms. Em fevereiro de 1522, Probst foi compelido a abjurar publicamente os ensinamentos de Lutero. Mais tarde, novas prisões foram realizadas entre os agostinianos de Antuérpia e dois monges, Johann Esch e Heinrich Voes, se recusaram a abjurar e, em 1 de julho de 1523, foram queimados vivos em Bruxelas.